# Denis Langlois (réalisateur)
Pour les articles homonymes, voir Denis Langlois et Langlois.
Denis Langlois, né à Longueuil est un réalisateur, scénariste, producteur, acteur et monteur québécois.

## Biographie
Denis Langlois a reçu un diplôme du programme de film d'Université Concordia. En 1994, avec Bertrand Lachance, il a fondé la compagnie Les productions Castor & Pollux.

## Filmographie

### comme réalisateur
- 1992 : Ma vie
- 1996 : L'Escorte
- 2001 : Danny in the Sky
- 2005 : Amnésie, l'énigme James Brighton
- 2017 : Y'est où le paradis ?

### comme scénariste
- 1992 : Ma vie
- 1996 : L'Escorte
- 2001 : Danny in the Sky
- 2005 : Amnésie, l'énigme James Brighton
- 2017 : Y'est où le paradis ?

### comme producteur
- 1992 : Ma vie
- 1996 : L'Escorte
- 2001 : Danny in the Sky
- 2005 : Amnésie, l'énigme James Brighton

### comme acteur
- 1993 : Ma vie : Jeannot
- 1996 : L'Escorte : amant de Marco

### comme monteur
- 1996 : L'Escorte
- 2005 : Amnésie, l'énigme James Brighton

## Récompenses et nominations

### Récompenses
Amnésie - L'Énigme James Brighton a remporté le Prix du Meilleur long métrage au Festival Inside Out à Toronto en 2006. Il a aussi remporté le Prix du Public du Meilleur long métrage au Festival de Cine Llamale H de Montevideo, Uruguay, en 2008. 
Y'est où le paradis ? a remporté le prix du meilleur long métrage au Picture This... Film Festival de Calgary en 2017. Il a aussi été semi-finaliste pour le prix Inclusivity au Wayward Festival de Los Angeles.

### Nominations
- 2001 : Danny in the Sky a été mis en nomination dans la catégorie "Meilleure musique" au Prix Jutra du cinéma québécois 2005.
- 2017 : Y'est où le paradis ? était en nomination pour le prix Zeno Mountain du Festival du Film de Miami 2017.